# Ingemar Kerfstedt
Ingemar Kerfstedt, född 13 mars 1845 i Häggdångers församling, Västernorrlands län, död 4 maj 1910 i Oscars församling, Stockholms stad, var en svensk apotekare och riksdagspolitiker.
Kerfstedt avlade apotekarexamen 1870 och var verksam som apotekare i Malmö 1873–1879 och i Varberg 1879–1897. Från 1897 var han innehavare av apoteket Storken i Stockholm. I riksdagen var han ledamot av första kammaren 1888–1897, invald i Hallands läns valkrets. Han var ledamot i statsutskottet 1895–1897. Kerfstedt var också stadsfullmäktiges ordförande i Varberg 1886–1892.